# Nowe Leśne Bohatery

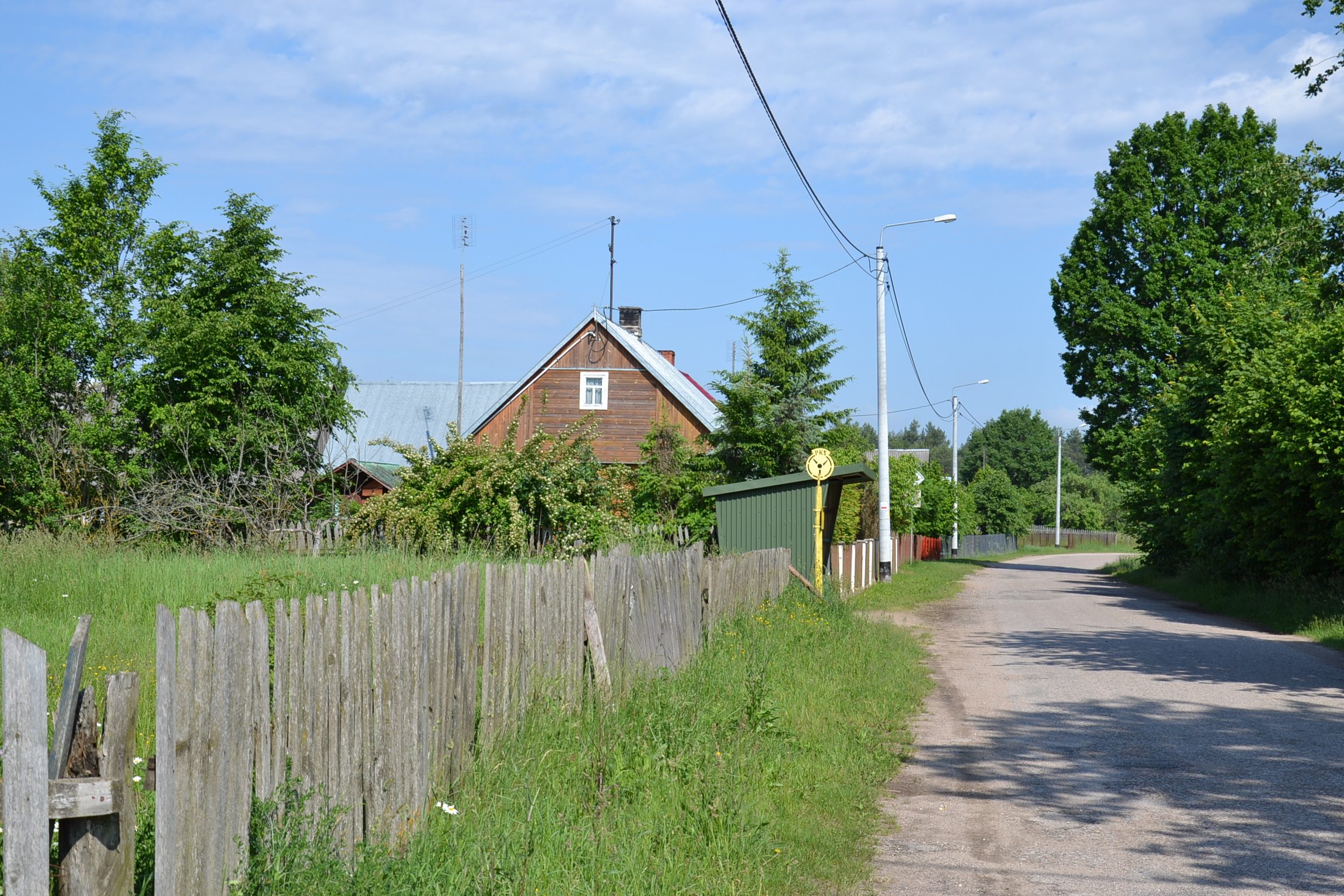

Nowe Leśne Bohatery (biał. Новыя Лясныя Багатыры, lit. Nove Lešne Bohaterai – wieś w Polsce położona w województwie podlaskim, w powiecie augustowskim, w gminie Lipsk. Leży tuż przy granicy z Białorusią.
W latach 1975–1998 miejscowość administracyjnie należała do województwa suwalskiego.
Po białoruskiej stronie granicy znajduje się wieś Polne Bohatery (Польныя Багатыры).

## Historia
Nazwa wsi może pochodzić od biał. „багатыр” – bogaty człowiek. Jednak według innej wersji nazwa pochodzi od nazwiska Bohatyrowiczów (wymienionych m.in. w powieści Nad Niemnem) – rodu z drobnej szlachty, osadzonego tutaj w XVI wieku przez monarchów jako tzw. osoczników, strażników okolicznych królewskich puszczy. Swoją posługę pełnili aż do rozbiorów.
W czasie przynależności tych terenów do Imperium Rosyjskiego, miejscowa ludność unicka została zmuszona do przejścia na prawosławie. Dopiero w 1905 roku dekret carski o tolerancji religijnej pozwolił na wybór pomiędzy katolicyzmem a prawosławiem. Mieszkańcy niemal w całości przyjęli rzymski katolicyzm. Świadectwem tego są liczne krzyże i kapliczki upamiętniające rok 1905 i tolerancję religijną. Doszło do sytuacji, że miejscowi, etnicznie pochodzenia ruskiego i używający gwary białoruskiej, identyfikując się z katolicyzmem uważają się za Polaków.
Słownik geograficzny Królestwa Polskiego w 1880 roku tak opisywał Leśne Bohatery: wieś rządowa, (...) śród błot i lasów, na poł[udniowym] krańcu puszczy augustowskiej, o 2 w[iorsty] na półn[oc] od Bartnik. W r. 1827 B. Leśne miały 40 d[o]m[ów] i 239 miesz]k[ańców], obecnie 53 domy i 330 mieszk[ańców].
Obecnie historyczne Bohatery podzielone są na Stare i Nowe – te drugie powstały, kiedy na przełomie XVIII i XIX wieku starą wieś zniszczył pożar. Część osób przeniosła się też do sąsiedniego Wołkusza.
W ostatnich latach na terenie wsi odkryto pozostałości wczesnośredniowiecznego grodziska.